# Бин, Питер
Питер Адольф Бин (англ. Peter Adolph Bien; род. 28 мая 1930, Нью-Йорк) — американский литературовед и переводчик.
Учился в Гарвардском университете и Хаверфордском колледже, в 1957 г. окончил Колумбийский университет со степенью магистра искусств, после этого там же преподавал и в 1961 г. защитил докторскую диссертацию. С 1961 г. преподавал в Дартмутском колледже, с 1969 г. профессор, с 1997 г. на эмеритуре. В качестве приглашённого профессора преподавал в Гарвардском и Мельбурнском университетах.
По первой специальности исследователь английской литературы XX века, в 1963 г. опубликовал монографию о Л. П. Хартли. Одновременно, однако, благодаря браку с гречанкой заинтересовался новогреческой литературой и известен главным образом как специалист по ней. Опубликовал монографию о Константиносе Кавафисе (1964), книгу «Антитезис и синтез в поэзии Янниса Рицоса» (греч. Αντίθεσις και σύνθεσις στην ποίηση του Γιάννη Ρίτσου; 1980), книгу «Три поколения греческих писателей» (англ. Three Generations of Greek Writers; 1983 — о Кавафисе, Рицосе и Казандзакисе) и серию книг о Никосе Казандзакисе: «Казандзакис и языковая революция в греческой литературе» (англ. Kazantzakis andthe Linguistic Revolution in Greek Literature; 1972), «Искушённый счастьем: постхристианский Христос Казандзакиса» (англ. empted by Happiness: Kazantzakis' Post-Christian Christ; 1984), «Казандзакис: политика духа» (англ. Kazantzakis: Politics of the Spirit; 1989) и др.
Выпустил переводы книг Казандзакиса «Последнее искушение» (1960), «Святой Франциск» (название оригинала «Бедный человек Божий», 1962), «Отчёт перед Эль Греко» (1965) и «Грек Зорба» (2014), а также романа Стратиса Миривилиса «Жизнь в могиле» (1977) и книги архиепископа Стилиана «О детях и подростках» (2013). Один из составителей антологии «Век греческой поэзии» (англ. A Century of Greek Poetry: 1900–2000; 2004). Был редактором научного журнала Journal of Modern Greek Studies.
Принадлежа к квакерам, написал также книгу «Слова, бессловесность и Слово: Ещё раз о квакерском молчании» (англ. Words, Wordlessness, and the Word: Quaker Silence Reconsidered; 1992). В 2015 году выпустил автобиографию «От 18 до 85: Хроника счастливой жизни» (англ. From 18 to 85: Chronicling a Fortunate Life).
В 1982—1984 и 1999—2002 гг. президент Ассоциации новогреческих исследований. Почётный доктор Салоникского университета (2007).